# Erasmus Dryden
Sir Erasmus Dryden, 1. Baronet (ur. 20 grudnia 1553, zm. 22 maja 1632) – angielski polityk zasiadający w Izbie Gmin Anglii w 1624 roku.
Erasmus Dryden był synem Johna Drydena, który wybudował dwór Canons Ashby House w hrabstwie Northamptonshire. Matka Erasmusa Drydena, Elizabeth Cope, była córką Sira Johna Cope'a. Sir Erasmus Dryden był dziadkiem poety Johna Drydena (przez swojego trzeciego syna Erasmusa) oraz wujem Elizabeth (Dryden) Swift, która była babcią irlandzkiego pisarza Jonathana Swifta. Bratowa Drydena, Katherine (Throckmorton) Dryden, była pierwszą kuzynką Lady Elizabeth (Throckmorton) Raleigh.
W 1571 roku, w wieku 18 lat, Erasmus Dryden zaczął uczęszczać do college'u Magdalen College w Oksfordzie. W 1577 roku Dryden był studentem Middle Temple. W 1599 i 1618 roku był szeryfem Northamptonshire. 16 listopada 1619 roku Dryden uzyskał tytuł baroneta. W1624 roku Dryden został wybrany posłem Parlamentu z okręgu wyborczego Banbury w Czwartym Parlamencie Króla Jakuba I
Sir Erasmus Dryden poślubił Frances Wilkes, córkę Williama Wilkesa z Hodnell, Warwickshire. Mieli trzech synów i cztery córki. Ich najstarszy syn, John Dryden, uzyskał tytuł drugiego baroneta. Był stryjem purytańskiej kaznodziejki Anne Hutchinson.